# Fuite dans la brume
Pour plus de détails, voir Fiche technique et Distribution.
Fuite dans la brume (titre original : Escape in the Fog) est un film américain réalisé par Oscar Boetticher Jr., sorti en 1945.

## Synopsis
Eileen Carr, dans un cauchemar, voit l'assassinat d'un homme. À son cri, ses voisins accourent et l'un d'eux est justement l'homme assassiné. En fait, Barry Malcolm est un agent secret, luttant contre l'extension nazie. Paul Devon lui confie une mission pour porter un message à Hong Kong. Eileen et lui se sentent attirés l'un vers l'autre. Mais, soudain, le rêve d'Eileen devient réalité.

## Fiche technique
- Titre original : Escape in the Fog
- Réalisation : Oscar Boetticher Jr.
- Scénario : Aubrey Wisberg
- Décors : Joseph Kish
- Photographie : George Meehan
- Son : Philip Faulkner
- Montage : Jerome Thoms
- Production : Wallace MacDonald
- Société de production : Columbia Pictures
- Société de distribution : Columbia Pictures
- Pays de production :  États-Unis
- Langue originale : anglais
- Format : Noir et blanc — 35 mm — 1,37:1 — son Mono (Western Electric Mirrophonic Recording)
- Genre : Film d'espionnage
- Durée: 65 minutes
- Date de sortie: 
  - États-Unis : 5 avril 1945

## Distribution
- Otto Kruger : Paul Devon
- Nina Foch : Eileen Carr
- William Wright : Barry Malcolm
- Konstantin Shayne : Schiller
- Ivan Triesault : Hausmer
- Ernie Adams : George Smith
- Shelley Winters : Chauffeur de Taxi
- Mary Newton : Mme Devon
- Ralph Dunn : Sergent de police
- John Tyrrell : Brice
- Charles Jordan : Simmons
- Noel Cravat : Kold
- John H. Elliott : Thomas